# 1919 în artă
← 1916 în artă — 1917 în artă — 1918 în artă ——  1919 în artă  —— 1920 în artă — 1921 în artă — 1922 în artă →
1919 în artă implică o serie de evenimente:

John Singer Sargent - Pictura manifest, Gazați (Gassed) — 1919 - dimensiuni, înălțime - 2,31 m x lungime - 6,11 m — Pictura se află în Colecția Muzeului Imperial din Londra - Collection of Imperial War Museum, London (Accession number Art.IWM ART 1460)

## Evenimente

### Evenimente artistice oriunde

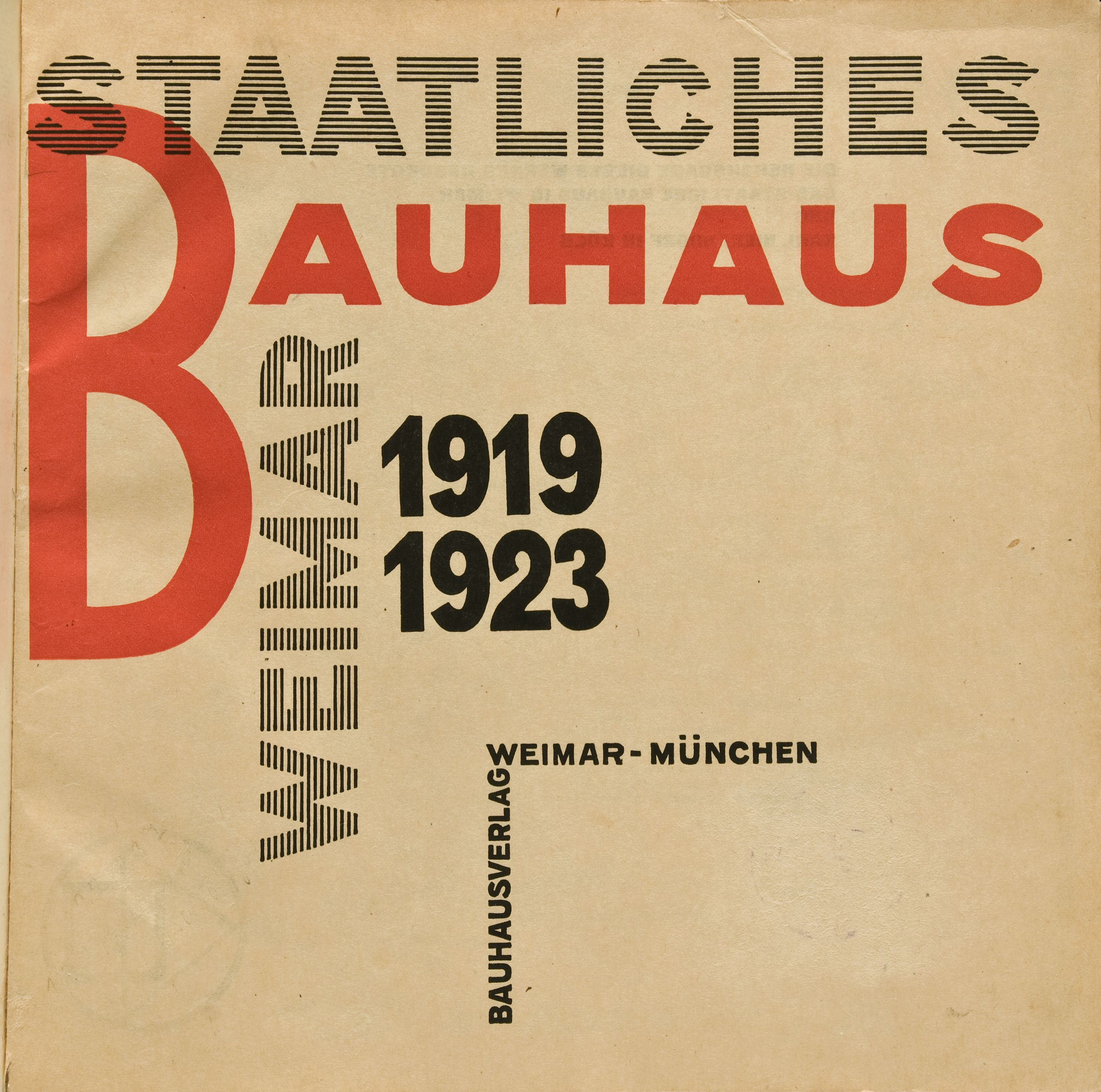
Afiș de promovare a Școlii de stat, Bauhaus, circa 1923, realizat de László Moholy-Nagy.

- Ianuarie - Iunie — Are loc Conferința de pace de la Paris din 1919, la Versailles. Sir William Orpen participă ca artist plastic oficial britanic, iar Noël Dorville ca ilustrator și jurnalist francez.
- 25 aprilie – Mișcarea artistică  Bauhaus  (1919 - 1933), ce va deveni foarte influentă global, axată pe arhitectură și design, este fondată de arhitectul Walter Gropius, la Weimar, în Germania.
- Decembrie – Expoziția The National War Paintings and Other Records se deschide la Royal Academy of Arts din Londra.

 Fără dată precisă 
- Curentul artistic vizual belgian, predominant în pictură, dar existent și în alte arte plastice, numit  animism  (vezi animism, dezambiguizare), apare, fiind o parte a peisajului artistic vizual al Belgiei în perioada interbelică a secolului 20. (circa 1919 - 1939)

## Galerie (lucrări din 1919)
- Lucrări reprezentative